# Krentenbol
Un krentenbol (pluriel : krentenbollen) ou un krentenbolletje (pluriel : krentenbolletjes) est un petit pain aux raisins de la gastronomie néerlandaise et flamande.

## Consommation
D'abord réservé aux riches, il est maintenant consommé quotidiennement, seul ou accompagné, au petit déjeuner ou à tout moment de la journée.
Du fait d'avoir d'abord été réservé aux riches, il a parfois le sens d'offrande, comme lorsque la reine Juliana en distribue à son équipe à Noël, ou lorsque des écoliers de la province de Groningue reçoivent, en récompense de leur premier jour d'école primaire, un stoetboom où sont accrochés des kretenbollen.

## Composition
Un pain de 50 g contient environ 134 kcal.

## Galerie

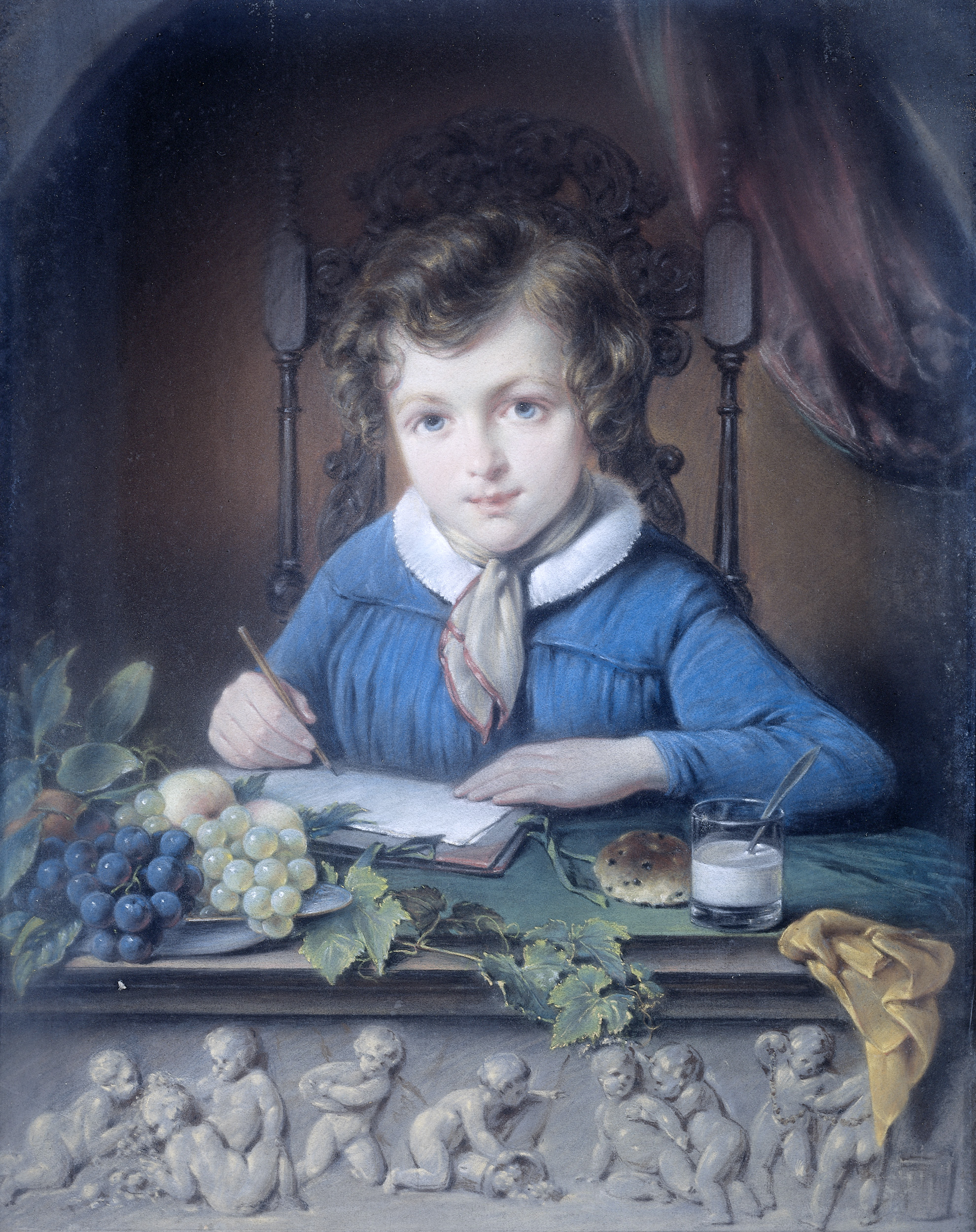
Portrait d'un garçon assis près d'une fenêtre et vêtu d'une veste bleue, Jean Augustin Daiwaille, entre 1830 et 1850. On distingue un kretenbol.
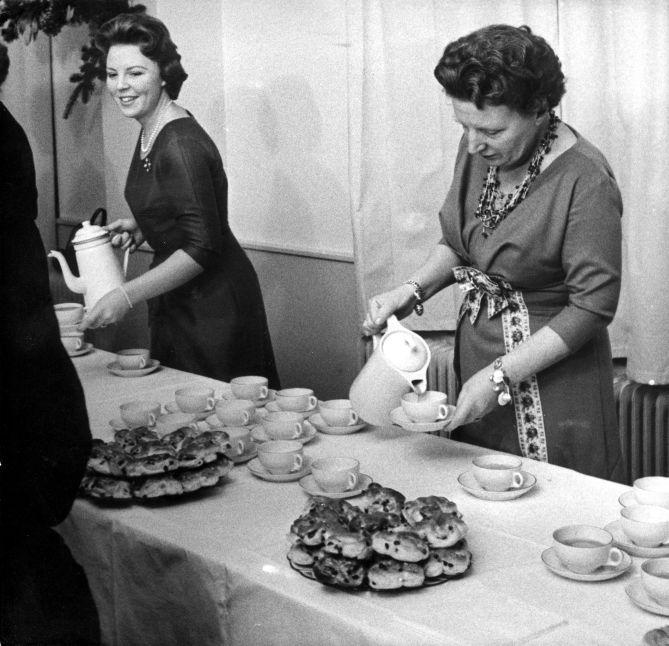
La reine Juliana et la princesse Beatrix servant des krentenbollen et du lait au chocolat pour leur équipe, le 22 décembre 1960 (photo : Harry Pot, Anefo).